# Époye
Époye település Franciaországban, Marne megyében. Lakosainak száma 417 fő (2022. január 1.). Époye Beine-Nauroy, Berru, Lavannes, Saint-Masmes és Selles községekkel határos.

## Népesség
A település népességének változása:
| Lakosok száma | 265  | 295  | 363  | 415  | 445  | 439  | 430  | 415  | 419  | 417  |
|               | 1968 | 1982 | 1990 | 2006 | 2013 | 2015 | 2017 | 2019 | 2020 | 2022 |